# Джеменеле (комуна)
Джеменеле (рум. Gemenele) — комуна у повіті Бреїла в Румунії. До складу комуни входять такі села (дані про населення за 2002 рік):
- Гевань (223 особи)
- Джеменеле (1706 осіб)

Комуна розташована на відстані 153 км на північний схід від Бухареста, 24 км на захід від Бреїли, 146 км на північний захід від Констанци, 34 км на південний захід від Галаца.

## Населення
За даними перепису населення 2002 року у комуні проживали 1929 осіб.
Національний склад населення комуни:
| Національність | Кількість осіб | Відсоток |
| -------------- | -------------- | -------- |
| румуни         | 1921           | 99,6%    |
| цигани         | 7              | 0,4%     |
| угорці         | 1              | 0,1%     |

Рідною мовою назвали:
| Мова      | Кількість осіб | Відсоток |
| --------- | -------------- | -------- |
| румунська | 1921           | 99,6%    |
| циганська | 7              | 0,4%     |
| угорська  | 1              | 0,1%     |

Склад населення комуни за віросповіданням:
| Релігія       | Кількість осіб | Відсоток |
| ------------- | -------------- | -------- |
| православні   | 1916           | 99,3%    |
| баптисти      | 6              | 0,3%     |
| адвентисти    | 6              | 0,3%     |
| п'ятдесятники | 1              | 0,1%     |